# Los Rayos
Los Rayos (2004) és el segon àlbum del músic compositor i cantant argentí Vicentico en la seva carrera en solitari. L'àlbum va rebre una nominació als Premis Grammy Llatins al Millor Àlbum Cantautòric.

## Llista de cançons
Totes les cançons són de Vicentico excepte les que mencionen un altre autor.
1. "Los Caminos de la Vida" (Omar Antonio Geles Suárez) – 4:03
2. "La Libertad" – 4:09
3. "Las Armas" – 4:07
4. "El Barco" – 3:06
5. "El Tonto" – 3:37
6. "Tiburón" (Ruben Blades) – 3:05
7. "Soy Feliz" – 3:42
8. "El Engaño" – 3:35
9. "La Verdad" – 3:28
10. "El Cielo" – 4:31
11. "La Nada" – 3:36
12. "La Señal" – 3:52

Fonts:

## Músics i personal tècnic

### Músics
- Vicentico - veu, direcció d'art, direcció musical, productor
- Dani Buira - tambors, percussió
- Daniela Castro - contrabaix
- Juan E. Scalona - trombó

### Músics convidats
- Flavio Oscar Cianciarulo - baix
- Lucho González - guitarra
- Erving Stutz - flugelhorn, trombó, trompeta, arranjaments de vent
- Julieta Venegas - acordió, piano, vocals

### Personal tècnic
- Amadeo Alvarez - assistent de producció
- Sebastián Arpesella - fotografia
- Javier Caso - assistent de producció
- Walter Chacon - enginyer, mescla
- Pablo Durand - programació
- Cynthia Lejbowicz - coordinació de producció
- Nora Lezano - fotografia
- Paco Martin - A&R
- Diego Ortells - programació
- Diego Ramirez - assistent
- Eduardo Rivero - assistent d'estudi
- Alejandro Ros - disseny gràfic
- Afo Verde - A&R, direcció d'art, direcció musical, productor
- Carlos Martos Wensell - enginyer de so